# Professor of Jurisprudence (Oxford)
 For alternative betydninger, se Professor of Jurisprudence. (Se også artikler, som begynder med Professor of Jurisprudence)
Professor of Jurisprudence (oprindelig Corpus Professor of Jurisprudence) er et professorat ved universitetet i Oxford i England. Lærestolen blev oprettet 1869.

## Indehavere
- Sir Henry Maine, 1869–1877
- Sir Frederick Pollock, 1883–1903
- Sir Paul Vinogradoff, 1903–1925
- Arthur Lehman Goodhart, 1931–1951
- Herbert Lionel Adolphus Hart, 1952–1968
- Ronald Dworkin, 1969–1998
- John Gardner, 2000–